# Драматургија (социологија)
Драматургија је социолошка перспектива почев од симболичног интеракционизам и често се користи у микросоциолошким рачунима социјалне интеракције у свакодневном животу. Овај термин је први пут адаптиран у социологији из позоришта од  Ервинга Гоффмана, који је већи део везан за терминологије и идеје развијена у својој књизи 1959, „Презентација Селф у свакодневном животу“. Кенет  Берк, кога би Гофман касније признаје као утицај, раније представио своје идеје о драматургији 1945., што заузврат произилази из Шекспира. Међутим, основна разлика између  Бурке и Гофмана  мишљењу је да Бурк верује да је живот у ствари позориште, а Гофман посматра позориште као метафору. Ако смо се замислимо као директори посматра шта се дешава у позоришту свакодневног живота, ми радимо оно што Гофман назива драматуршке  анализе, студије социјалне интеракције у смислу позоришне представе.
У драматуршкој социологији тврди се да су елементи људских интеракци јазависе од времена, места и публике. Гофман формира позоришну метафору у дефинисању начина на који једно људско биће представља себе другима на основу културних вредности, норми и веровања. Циљ ове презентације  је прихватање од стране публике кроз пажљиво спроведена перформансе. Ако глумац успе, публика ће видети глумца како он или она жели да га гледају.

## Драматуршке перспективе
Драматуршка перспектива је једна од неколико социолошких образаца одвојени од других социолошких теорија јер не испитује узрок људског понашања, али анализира садржај. У оквиру анализе, пише он, "Оно што је важно је смисао да их обезбеђује кроз његов рад са њима о томе шта таква особа је иза улоге коју је у" (стр 298.). Драматуршка перспектива може se посматрати као сидро за ове перспективе, где се идентитет појединца врши кроз улогу (а), и консензуса између глумца и публике. Због тога зависност од консензуса дефинишу друштвене ситуације, перспектива тврди да не постоји конкретан значење било интеракције које се не могу редефинисати. Драматург наглашава изражајност као главна компонента интеракције. То се назива као "потпуно двострано обзиром на људске интеракције".
Драматуршка теорија сугерише да је идентитет једне особе није стабилна и независна психолошки ентитет, већ, то је константно подсетник како особа ступа у интеракцију са другима.

## Тимови
У оквиру ове анализе, тимови су групе појединаца који сарађују једни са другима како би поделили "партијску линију". Чланови тима морају да деле информације као грешке одражавају на све. Чланови тима имају унутрашње знање и не завара један другом наступ.

## Критике
Она је тврдила да драматургију треба применити само у случајевима који укључују људе повезане са укупним институције. Теорија је намењен укупном броју установа и неки верују да теорије не треба примењивати тамо где нису тестиране.
Поред тога, такође је рекао да је драматургија не доприноси циљу психологије је да схватимо како легитимитет друштва. Тврди се да изради на позитивизма, која не нуди интересовање како разума и рационалности; Џон Велшки га је назвао "роба".